# Каарліярве
Ка́арліярве (ест. Kaarlijärve küla) — село в Естонії, у волості Елва повіту Тартумаа.

## Населення
Чисельність населення на 31 грудня 2011 року становила 140 осіб.

## Географія
Поблизу населеного пункту проходить автошлях 47 (Санґла — Ринґу).
На захід від села лежить озеро Виртс'ярв, найбільше внутрішнє озеро Естонії.

## Історія
До 24 жовтня 2017 року село входило до складу волості Ранну.